# Flagler Beach
Flagler Beach är en stad (city) i Flagler County i Florida. Vid 2010 års folkräkning hade Flagler Beach 4 484 invånare.